# Genius Sonority
Genius Sonority is een computerspelontwikkelaar waarvan de werknemers bestaan uit mensen die mee hebben gewerkt aan de spellen EarthBound, Dragon Quest en Pokémon. De huidige directeur van het bedrijf, Manabu Yamana, is vooral bekend als regisseur van Dragon Quest V en Dragon Quest VI.
Genius Sonority begon in juli 2001 met de bedoeling om Pokémon-games te maken voor de Nintendo consoles. Het bedrijf kreeg hiervoor een investering van Nintendo en The Pokémon Company.

## Lijst van computerspellen
- Pokémon Colosseum (2003)
- Pokémon XD: Gale of Darkness (2005)
- Pokémon Trozei (2005)
- Pokémon Battle Revolution (2006)
- Dragon Quest Swords (2007)
- Pokémon Battle Trozei (2014)
- Pokémon Shuffle (2015)
- Pokémon Café Mix (2020); vanaf 2021onder de naam Pokémon Café Remix